# NGC 4470
NGC 4470 este o galaxie spirală situată în constelația Fecioara. A fost descoperită în 23 ianuarie 1784 de către William Herschel. Se află la o distanță de 13,49 megaparseci de Pământ.